# Johanneskirche Unterlaa

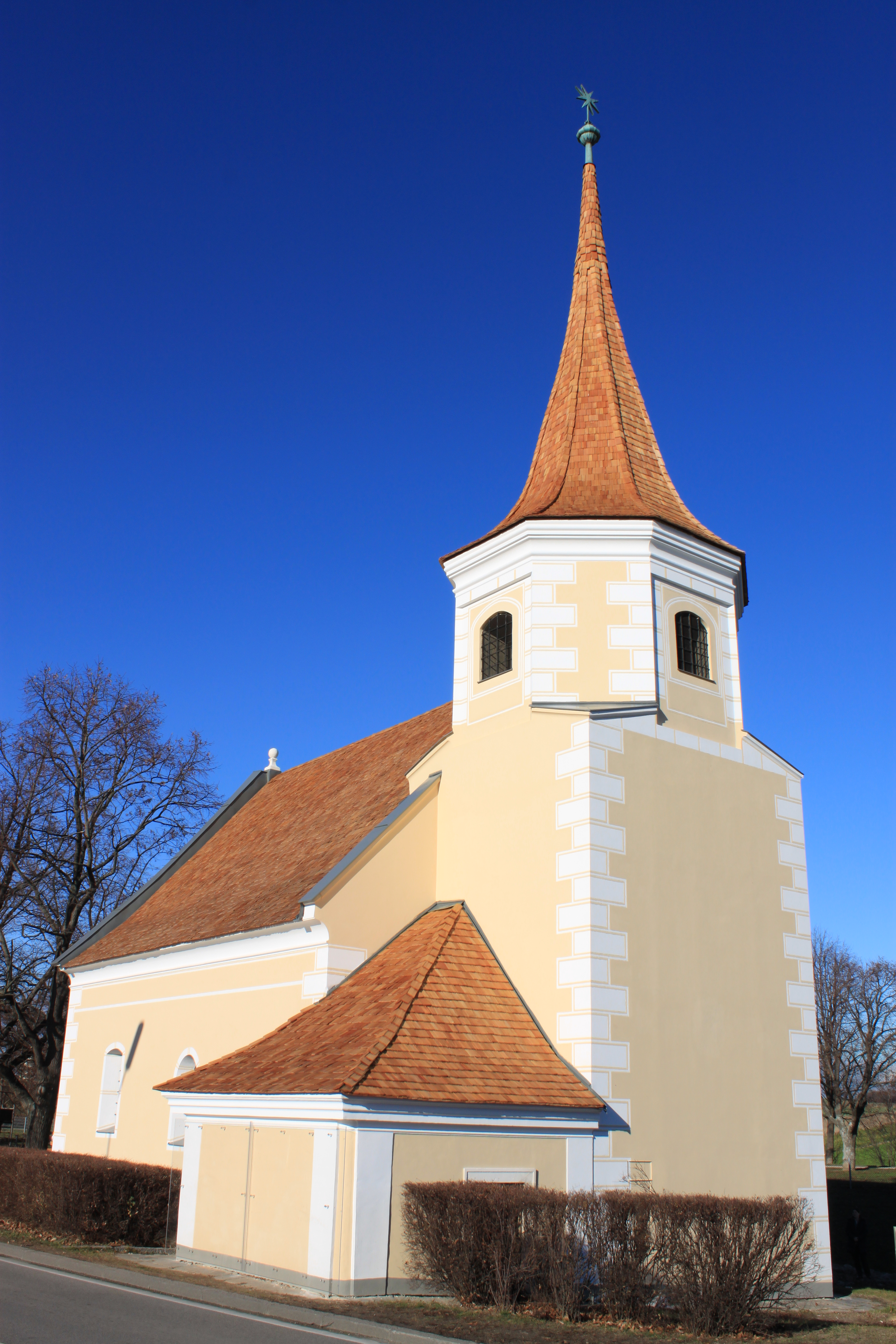
Johanneskirche Unterlaa

Die Kirche St. Johann zu Unterlaa (Johanneskirche) ist eine römisch-katholische Kirche im Stadtteil Unterlaa im 10. Wiener Gemeindebezirk Favoriten. Sie wird als eine der ältesten Kirchen des heutigen Wien betrachtet, da die hochmittelalterlichen Bauteile mindestens in das erste Drittel des 11. Jahrhunderts zurückreichen könnten. St. Johann zu Unterlaa ist eine Filialkirche der Pfarrkirche Oberlaa.

## Geschichte
Der erste Sakralbau, der sich an dieser Stelle befand, war höchstwahrscheinlich ein Tempel aus der römischen Besiedlungszeit. Es handelte sich wahrscheinlich um einen Holzbau, der auf einem starken Steinfundament errichtet worden war. Die Verwendung dieses Gebäudes als Tempel ergibt sich zunächst durch seine zentrale Lage im Halbkreis von fünf Gebäuden. Weiters ist das Gebäude so ausgerichtet, dass eine Ecke genau nach Norden weist. Dass das starke Hauseck gegen Norden weist sollte die bösen Geister abweisen. Auf diese Weise wurden zahlreiche römische Tempel in dieser Region angelegt.
Darüber errichteten wahrscheinlich Mönche unter Verwendung von Steinen der Römersiedlung das erste Kirchlein mit einem Ausmaß von 9 × 7 m. Es würde auch erklären, warum die Kirche so weit außerhalb des Dorfkernes liegt. Um die Reste des heidnischen Tempels mit christlichem Geist zu überlagern, musste das Kirchlein hier und nirgendwo anders errichtet werden. Die Erbauer der Kirche dürften ident mit jenen fünf Bestattungen sein, die bei der Ausgrabung von 1974 im Kircheninneren ergraben wurden; andere Deutungen gehen von Priesterbestattungen aus den Jahren um 1030 (plus/minus 15 Jahre) aus. Die erste Kirche entsprach einer einfachen Saalkirche. Später wurde der Chor angebaut.
1272 kam die Kirche in den Besitz des Johanniterordens (heute: Malteserorden) und wurde dem Ordenspatron, dem heiligen Johannes dem Täufer gewidmet. Beim Umbau der Kirche nach 1272 wurde die Südseite verändert und ein Hospiz errichtet, dessen Gebäude nordseitig anschloss. Das Hospiz selbst wurde vermutlich gleichzeitig mit der Burg von Unterlaa 1465 zerstört. Weitere Veränderungen erfolgten in der Barockzeit. Vermutlich war die Kirche vorher eine zweigeschoßige Hospitalkirche, den Ordensregeln der Johanniter entsprechend (darum war ja ihr ursprünglicher Name „Hospitaliter“). Später wurde der eingezogene, nach Ordensbrauch achteckige, Chor bzw. Chorturm errichtet.
Im Zuge der Zweiten Wiener Türkenbelagerung 1683 wurde die Kirche größtenteils zerstört. 1686 wurde sie mit einem Langhaus wieder aufgebaut. Die südlich an den Chorturm anschließende Sakristei wurde erst 1779 errichtet. Die Kircheneinrichtung stammt aus dem 17. Jahrhundert, wobei das große, rustikale Altarkruzifix aus 1678 als besonders bemerkenswert anzusehen ist.
Der Bautypus der Kirche weist auf eine frühe Entstehung hin, handelt es sich doch um eine Chorturmkirche, bei der das Untergeschoß des Ostturmes zum gesicherten Sakralraum wurde. Die Kirche besteht aus einem einschiffigen Langhaus. Im Chor tritt ein Tonnengewölbe mit Stichkappen auf. Südlich an den Chorturm schließt die Sakristei an.
Die Kirche weist an der Turmspitze und an den Kirchenfenstern das Malteserkreuz auf, da die Malteser (Johanniterorden) seit Ende des 13. Jahrhunderts die ausschließlichen Grundherren in Unterlaa waren. Am 4. Dezember 1272 verkaufte der Wiener Bürger Paltram vor dem Freithof dem Meister Wilfing der Johanniter zu Mailberg seine „munitio in Loe propre civitatem Wiennensem“ um 300 Mark Silber. Als Bedingung wurde festgelegt, dass der Orden hier sechs Ordensbrüder einsetzen müsse, davon zwei Geistliche, und dass diese Brüder für sechs Arme oder Verwundete sorgen und auch im Falle einer Kampfhandlung oder eines Kreuzzuges drei Bewaffnete stellen müssten.

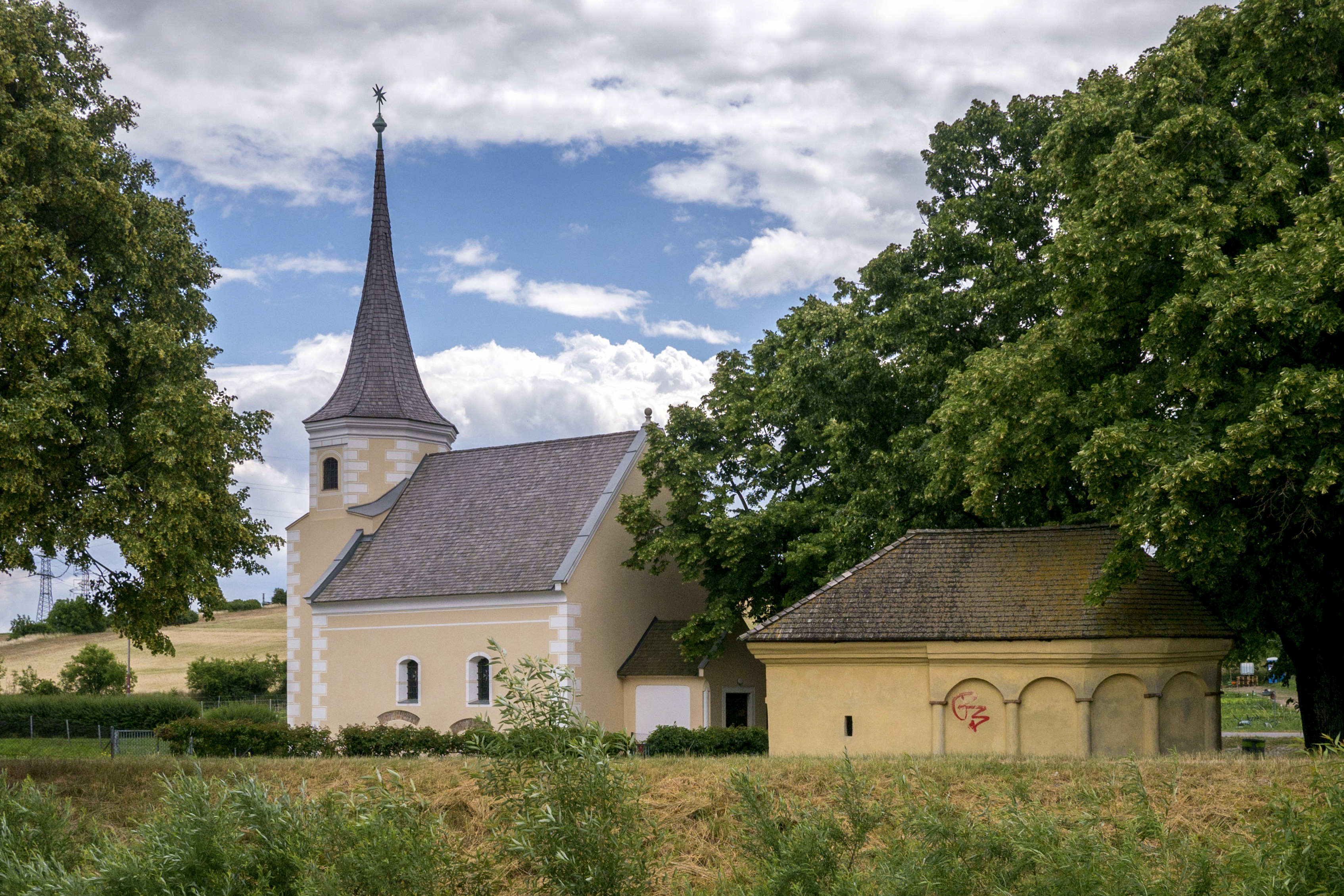
Heilig-Grab-Kapelle (rechts)

Unmittelbar neben der St. Johanneskirche steht eine Heilig-Grab-Kapelle nach dem Vorbild jener in Jerusalem. Sie besitzt Halbsäulen mit Blendarkaden, schräge Lüftungsfenster und ein Schindeldach. Die Kapelle wurde um 1700 erbaut und verdankt ihre Entstehung, gleich den Kalvarienberganlagen und anderen Kapellen zum Heiligen Grab, der Jerusalem-Sehnsucht der Gläubigen. Innen ist ein Vorraum und die eigentliche Grabkammer mit einer Korpusnische an der Nordwand, darin eine liegende Christusfigur.

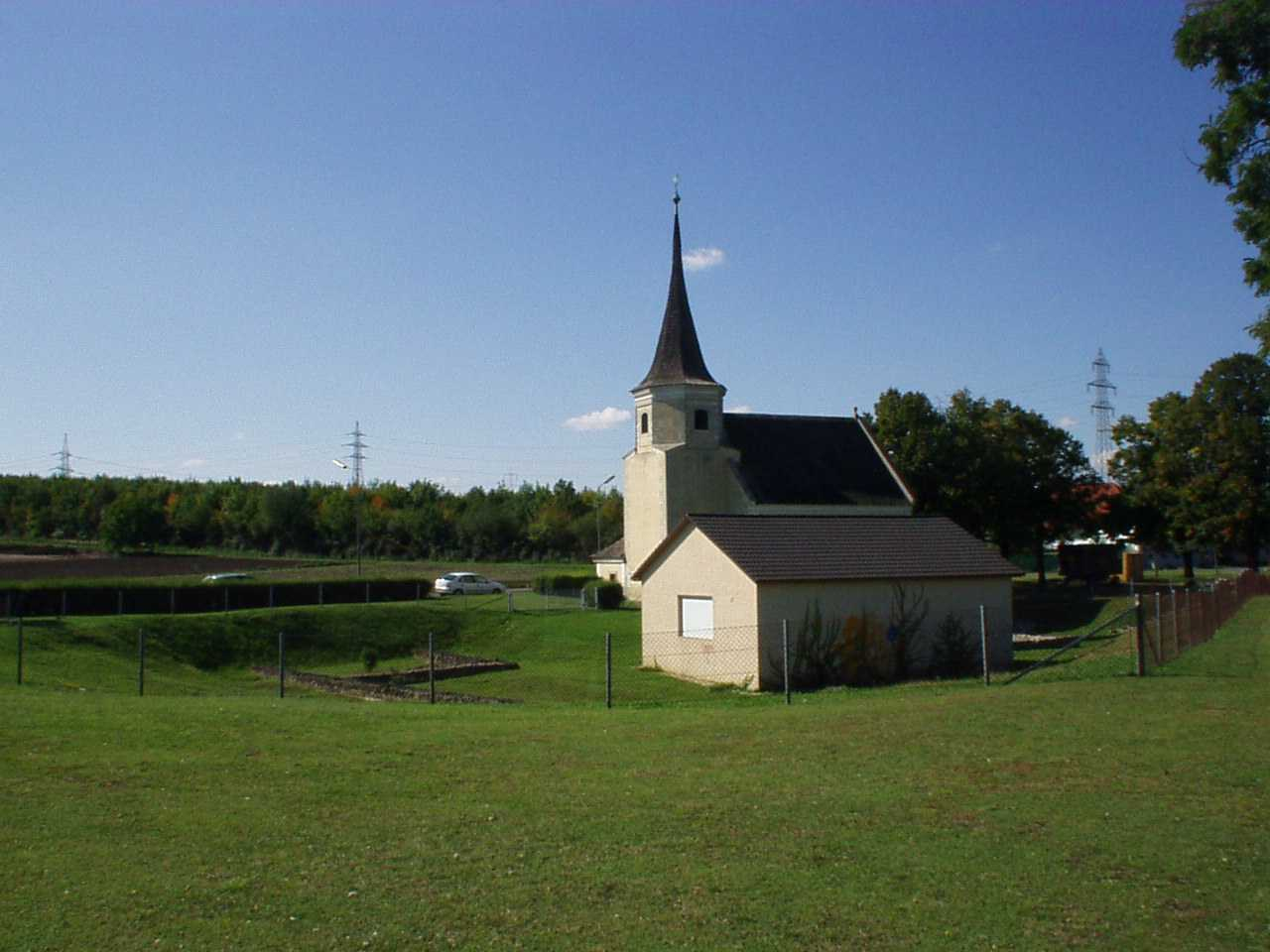
Vorne der Schauraum, dahinter die Ausgrabungen an der Kirche

Das Gebiet um die Johanneskirche und den naheliegenden „Johannesberg“ wurde bereits in der Urzeit sowie auch in römischer Zeit besiedelt. Seit den 1960er Jahren werden Grabungen in und um die Kirche durchgeführt. Neben einzelnen Funden aus dem Beginn des Neolithikums (6. Jahrtausend v. Chr.) und der Hallstattzeit (etwa 700 bis 500 v. Chr.) konnten Reste einer römischen Siedlung freigelegt werden. Die römische Siedlung lag am Johannesberg, der zugehörige Friedhof lag am jetzigen Standort der Kirche. Die erste Siedlung aus dem 1. Jahrhundert ist zerstört worden, wann, ist unbekannt, aber der Grabstein eines indigenen Kelten namens Devomarus und seiner Familie beweist, dass es eine kontinuierliche Weiterbesiedlung gegeben hat.
Die freigelegten Ausgrabungen um die Kirche sowie ein archäologischer Schauraum können von Mai bis Oktober an jedem 1. Sonntag im Monat besichtigt werden. Dieser Schauraum – in einem kleinen Nebengebäude – wird vom Bezirksmuseum Favoriten betreut. Die Kirche ist mit den öffentlichen Verkehrsmitteln (Bushaltestelle Johanneskapelle) erreichbar.